# Megalurus palustris
Erveira-palustre ou capineiro-listrado (Megalurus palustris) é uma espécie de ave da família Locustellidae.
Pode ser encontrada nos seguintes países:  Bangladesh, Camboja, China, Índia, Indonésia, Laos, Malásia, Mianmar, Nepal, Paquistão, Filipinas, Tailândia e Vietname.